# Teng Biao
Teng Biao (en chino simplificado, 滕彪: 滕彪) es un activista y abogado chino Teng es profesor en la Universidad de Política y Derech, de Pequín. Ha sido portavoz de activistas de derechos humanos tales como por ejemplo Chen Guangcheng y Hu Jia. Ha sido detenido como mínimo dos veces, en marzo del 2008 y en febrero del 2011.

## Actividades por los derechos humanos
Teng Biao fue uno de los fundadores de la Iniciativa Abierta de Constitución en el 2003. Fue abogado, en el año 2006, del activista ciego, de derechos civiles Chen Guangcheng, que había sido condenado a cuatro años y tres meses de prisión.

## Arrestos
El 7 de marzo del 2008, Teng fue secuestrado por agentes de la Seguridad Pública de Beijing y permaneció retenido por dos días.
En el 2011, Teng se reunió con otros abogados el 16 de febrero para hablar sobre el caso de Chen Guangcheng, que había sido puesto ilegalmente bajo arresto domiciliario después de su salida de prisión. Sus compañeros abogados Jiang Tianyong y Tang Jitian, que asistieron a la reunión, fueron arrestados poco después. Teng fue detenido el 20 de febrero, el primer domingo de las protestes prodemocracia de la China del 2011 las cuales se inspiraron en las Revoluciones y protestas en la Oriente Medio y la África del Norte del 2010-2011. El 28 de febrero del 2011, Amnistía Internacional envió una "acción urgente" en apoyo de los tres abogados detenidos. Teng Biao fue liberado el 29 de abril, después de dos meses de detención. Organizaciones de derechos humanos afirmaron que: He remains under surveillance («Él permanece bajo vigilancia»).
Mientras que dieciséis tibetanos se prendieron fuego en el Tíbet en marzo de 2011, la policía china abrió fuego contra las protestas a favor del Tíbet en la prefectura autónoma tibetana de Garze, Teng Biao lamentó que los intelectuales chinos no intervinieran en relación con la «represión en el Tíbet».

## Premios recibidos
- Religious Freedom and Rule of Law Defender Award (2012)[9]
- Prize for Outstanding Democracy Activist (2011)[10]
- Human Rights Watch Hellman/Hammett Grants (2010)[11]
- NED Democracy Award (2008)[12]
- Human Rights Prize of French Republic (2007)[13]